# Conger philippinus
Conger philippinus är en fiskart som beskrevs av Kanazawa, 1958. Conger philippinus ingår i släktet Conger och familjen havsålar. Inga underarter finns listade i Catalogue of Life.